# Бејсушки лиман
Бејсушки лиман (рус. Бейсугский лиман) плитки је залив лиманског типа у источном делу акваторије Азовског мора, на југозападу европског дела Руске Федерације. Административно припада Краснодарској Покрајини, а територијално је подељен између њеног Јејског, Приморско-ахтарског и Каневског рејона. Од отвореног мора на западу одвојен је уском и ниском Јасенском превлаком, а уском превлаком на северу је одвојен од Ханског језера.
Бејсушки лиман је издужен у смеру северозапад-југоисток у дужини од око 30 километара, док је максимална ширина у централном делу залива до 12 км. Површина језера је око 272 km², а максимална дубина не прелази 1,7 метара. У лиман се уливају две реке, Бејсуг на истоку и Челбас на североистоку. Са отвореним морем повезан је уским пролазом Јасенско гирло, а доток морске воде у залив је доста ограничен те је његов салинитет знанто нижи у поређењу са суседним морем. Обале су углавном ниске и замочварене, нарочито источна обала, а нешто виши део је дуж југозападне обале.
Залив је доста богат рибом, посебно врстама из породице главоча, затим зракоперке Clupeonella cultriventris, инћуни, смуђ, штука и друге врсте.